# چیروک
چیروک، روستایی است از توابع بخش دیهوک و در شهرستان طبس استان خراسان جنوبی ایران.

## جمعیت
این روستا در دهستان دیهوک قرار داشته و بر اساس سرشماری سال ۱۳۸۵ جمعیت آن (۳۵خانوار) 125
بوده، محصولاتش غلات و انگور و انجیر است 